# Anodonthyla montana
Espèce
Statut de conservation UICN

 VU D2 : Vulnérable
Anodonthyla montana est une espèce d'amphibiens de la famille des Microhylidae.

## Répartition
Cette espèce est endémique du Sud-Est de Madagascar. Cette espèce de haute montagne se rencontre entre 2 000 et 2 658 m d'altitude avec certitude dans le massif d'Andringitra,.

## Description
Anodonthyla montana mesure de 32 à 40 mm. Son dos est généralement sombre avec des taches claires, plus ou moins grandes, et régulièrement dispersées. Il arrive parfois que les couleurs soient inversées, taches sombres sur fond grisâtre. Son ventre est blanchâtre avec des taches noires. La peau de son dos peut être indifféremment lisse ou granuleuse.
Les têtards mesurent jusqu'à 19 mm dont 13 mm pour la queue.

## Étymologie
Son nom d'espèce, du latin montana, « de montagne », lui a été donné en référence à son habitat restreint aux fortes altitudes.

## Publication originale
- Angel, 1925 : Liste des reptiles et batraciens rapportés de Madagascar par M. G. Petit. Description d'un batracien nouveau de la famille des Dyscophidés. Bulletin du Muséum National d'Histoire Naturelle, vol. 31, p. 60-64.